# Cartuno - Parte 2
Cartuno - Parte 2 è una raccolta di sigle di cartoni animati in onda sulle reti Mediaset in versione remix pubblicata nel 2002.
I brani sono cantati perlopiù da Giorgio Vanni, con la partecipazione di Cristina D'Avena.

## Il disco
Cartuno - Parte 2 è il secondo volume della collana omonima. Come il precedente, all'interno sono presenti le sigle dei cartoni animati (trasmessi su Italia1) in versione dance remix.
L'album ha una grafica che segue la stessa logica del precedente. Infatti presenta una copertina con una sfumatura blu-celeste, sulla quale sono presenti, oltre al titolo, il logo di Italia 1 al centro, personaggi provenienti da Pokémon, Magica Doremi, Dragon Ball GT, One Piece e Dr. Slump. Inoltre agli angoli della copertina sono presenti 3 baloon, che pubblicizzano alcuni titoli presenti all'interno:
- 15 cartoon hits
- Contiene la trilogia di Dragon Ball
- Contiene i remix di: Hamtaro, piccoli criceti grandi avventure e Detective Conan

La grafica del disco è la stessa della copertina fatta eccezione per i baloon. Il booklet interno è più povero rispetto a quello del CD del primo volume, che presenta solo la tracklist. Il retro presenta nuovamente tracklist e i personaggi presenti sulla copertina

## Tracce
Testi di Alessandra Valeri Manera, musiche di Max Longhi e Giorgio Vanni; edizioni musicali RTI S.p.A..
1. Detective Conan (Remix) – 3:28
2. I cavalieri del drago (Remix) – 3:08
3. Spider-Man (Remix) – 3:28
4. Gundam Wing (Remix) – 2:51
5. All'arrembaggio! (Remix) – 3:10
6. Ma che magie Doremi (Remix) – 3:31
7. Pokemon: The Johto League Champions (Remix) – 2:39
8. Cubix (Remix) – 3:02
9. Hamtaro, piccoli criceti grandi avventure (Remix) – 3:13
10. Maledetti scarafaggi (Remix) – 2:12
11. Dragon Ball (Remix) – 3:15
12. What's my Destiny Dragon Ball (Remix) – 3:17
13. Dragon Ball GT (Remix) – 3:16
14. What a Mess Slump e Arale (Remix) – 2:36
15. Batman of the Future (Remix) – 3:15 (edizioni musicali Warner Chappell Music Italiana)

Durata totale: 46:21

## Interpreti
- Giorgio Vanni – tutte[1]
- Cristina D'Avena – All'arrembaggio!, Ma che magie Doremi, Hamtaro, piccoli criceti grandi avventure
- Giorgio Vanni e Cristina D'Avena – Pokemon: The Johto League Champions
- Cristina D'Avena e Giorgio Vanni – What a Mess Slump e Arale

## Produzione
- Max Longhi – Supervisione alla produzione per Lova Music Srl
- Giorgio Vanni – Supervisione alla produzione per Lova Music Srl
- Stefano Coletti – Grafica
- Morris Capaldi – Remix all'Act Studio San Damiano (Milano)
- Michele Brustia – Remix all'Act Studio San Damiano (Milano)
- Alberto Cutolo – Mastering a Massive Arts Studios, Milano

## Errori
- Nella tracklist dell'album è indicato che All'arrembaggio! è cantata da Cristina D'Avena e Giorgio Vanni, tuttavia la versione in duetto della suddetta canzone non è mai stata pubblicata né in versione remix né nella sua versione originale